# Manuel John Johnson
Pour les articles homonymes, voir Johnson.
Manuel John Johnson (23 mai 1805 - 28 février 1859) est un astronome britannique .

## Biographie
Il est né à Macao, en Chine, fils de John William Roberts de la Compagnie des Indes orientales et fait ses études à l'Académie classique de M. Styles à Thames Ditton et au Séminaire militaire d'Addiscombe pour servir dans la Compagnie des Indes orientales (le HEIC) .
En 1823, il est envoyé par la HEIC à Sainte-Hélène, où à partir de 1826 il supervise la construction de l'observatoire de Ladder Hill. Il se rend deux fois en Afrique du Sud pour consulter Fearon Fallows sur la conception de l'observatoire . En 1828, il est nommé surintendant de l'Observatoire. En 1835, il publie A Catalog of 606 Principal Fixed Stars in the Southern Hemisphere... at St. Helena, pour lequel il remporte la médaille d'or de la Royal Astronomical Society la même année. En comparant ses résultats avec ceux de Nicolas-Louis de Lacaille, il note le mouvement propre élevé d'Alpha Centauri  et les communique à Thomas Henderson à l'Observatoire royal du cap de Bonne-Espérance. Cela conduit à la première mesure réussie d'une parallaxe stellaire, mais pas à la première publication de celle-ci .
À son retour au Royaume-Uni en 1833, il monte à Magdalen Hall, Oxford, obtenant une maîtrise en 1839. Il est ensuite directeur de l'Observatoire Radcliffe de 1839 jusqu'à sa mort à Oxford en 1859. Il y introduit des instruments météorologiques à enregistrement automatique pour enregistrer en continu les variations de pression atmosphérique, de température, d'humidité et d'électricité atmosphérique grâce à l'invention récente de la photographie. Les premiers instruments sont inventés et installés par Francis Ronalds, directeur honoraire de l'observatoire de Kew ,. L'observatoire de Radcliffe est ensuite une partie du réseau de stations d'observation établies dans le cadre du nouveau bureau météorologique et coordonnées depuis Kew.
Johnson est président de la Royal Astronomical Society en 1855-1857  et est élu membre de la Royal Society en 1856.
En 1850, il épouse Caroline, la fille du Dr James Ogle.